# Белкастро
Белка̀стро (на италиански: Belcastro, на местен диалект Bercastru, Беркастру) е село и община в Южна Италия, провинция Катандзаро, регион Калабрия. Разположено е на 495 m надморска височина. Населението на общината е 1400 души (към 2011 г.).